# Ipueiras (Ceará)
Ipueiras is een gemeente in de Braziliaanse deelstaat Ceará. De gemeente telt 39.288 inwoners (schatting 2009).